# Venstersysteem

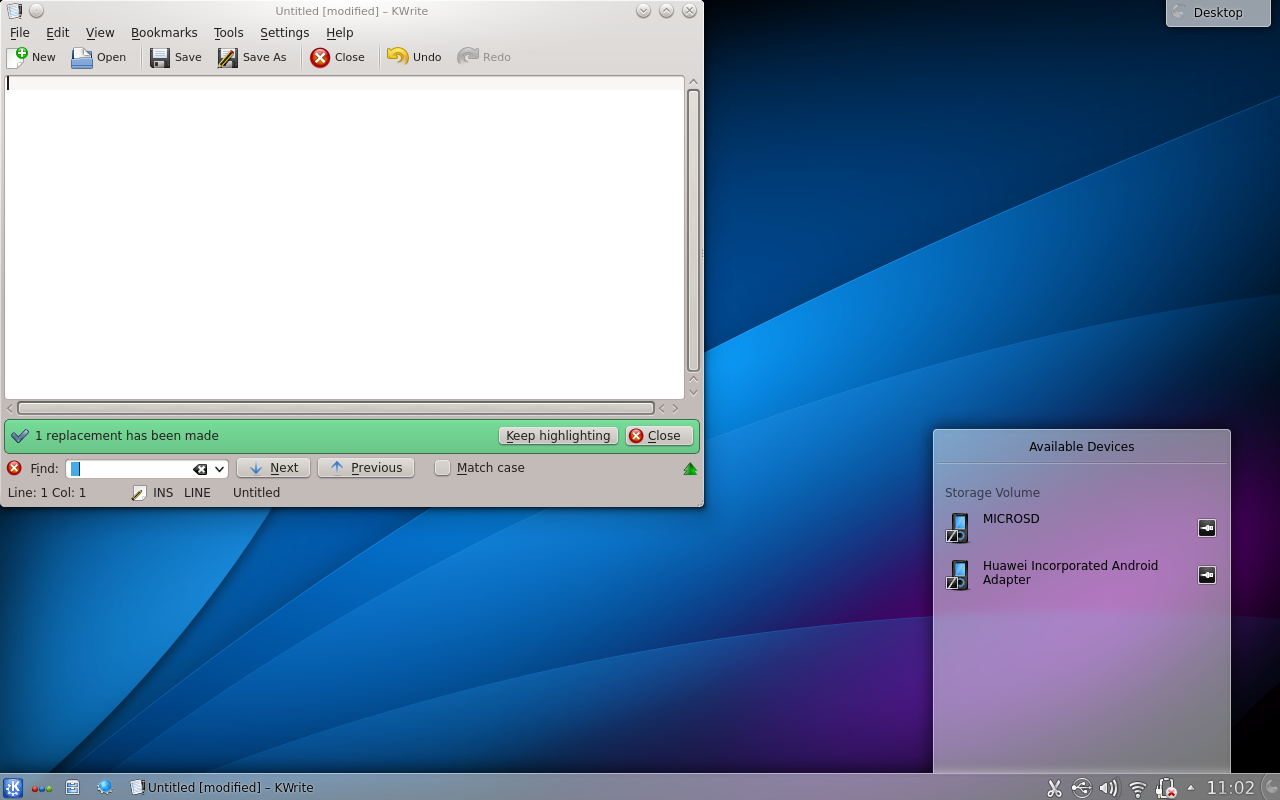
De gebruikersomgeving KDE, draaiend op het venstersysteem X.Org

Een venstersysteem of windowsysteem is een onderdeel van een grafische gebruikersomgeving (GUI) en meer specifiek van een desktopomgeving, die de uitvoering van windowmanagers ondersteunt en basisondersteuning biedt voor grafische hardware, aanwijsapparaten zoals muizen en toetsenborden. De muiscursor wordt in het algemeen ook getekend door het venstersysteem.
De term venstersysteem wordt soms gebruikt om te verwijzen naar andere elementen van een grafische interface zoals die behoren tot windowmanagers of zelfs applicaties. Terwijl op sommige besturingssystemen het onderscheid tussen applicaties, windowmanagers en hun ondersteunende technologieën wazig is, heeft een venstersysteem strikt genomen zelf geen vensters.
Vanuit het oogpunt van een programmeur implementeert een venstersysteem grafische primitieven, zoals de rendering van lettertypen of het trekken van een lijn op het scherm, die daadwerkelijk een abstractie verzorgen van de grafische hardware van een hoger niveau van de grafische interface zoals windowmanagers.
Een venstersysteem kan de computergebruiker te werken met meerdere programma's op hetzelfde moment. Elk programma wordt uitgevoerd in een eigen venster, dat over het algemeen een rechthoekig gebied van het scherm is. De meeste venstersystemen hebben elementaire ondersteuning van re-ouderschap, die het in staat stelt dat vensters elkaar overlappen, maar de manieren waarop vensters interacteren wordt meestal beheerd door de windowmanager.
Sommige venstersystemen, zoals het X Window-systeem, hebben geavanceerde mogelijkheden, zoals de netwerktransparantie, die het de gebruiker toestaat grafische toepassingen te laten draaien op een remote machine. Het X Window-systeem heeft een strikt gelaagde aanpak en implementeert niet een specifiek beleid ten aanzien van de look en feel (uiterlijk) van de grafische gebruikersomgevingen en hun gedrag, maar laat dat over aan windowmanagers, widget-toolkits en desktopomgevingen. 

## Lijst van venstersystemen

### VoorUnix-achtigebesturingssystemen
- 8½ en rio voor Plan 9
- Fresco/Berlin
- FramebufferUI (fbui) in-kernel windowing system
- HP Windows
- ManaGeR (MGR)
- Metisse
- MicroXwin
- NeWS / OpenWindows
- NeXT DPS
- Qt Extended
- Quartz Compositor (Mac OS X)
- SunView
- Twin (Text WINdows)
- W Window System
- Wayland
- X Window System
- Xynth
- XFast
- Y Window System

### Webvenstersystemen
- Dojo
- ExtJS
- TIBCO General Interface
- Web Window Manager

### Andere
- DM
- GEM
- OPIE
- Intuition
- Microwindows
- MiniGUI
- OOHG

Besturingssystemen zoals Microsoft Windows, Mac OS (versie 9 en eerder) en het Palm OS bevatten een venstersysteem dat is geïntegreerd met het besturingssysteem.